# 1086
سنة 1086 كانت سنة بسيطة تبدأ يوم الخميس (الرابط يظهر نموذج التقويم الكامل للسنة) من التقويم اليولياني.

## أحداث
- 23 أكتوبر - معركة الزلاقة التي انتصر فيها المرابطون بقيادة يوسف بن تاشفين على ملك قشتالة.

## مواليد
- أبو الفتح الشهرستاني.
- هنري الخامس (الامبراطور الروماني المقدس).

## وفيات
- سليمان بن قتلمش.
- عبد الملك المصمودي.
- عثمان بن محمد العامري.
- قتلمش.